# Lelystad
Lelystad (uitspraakⓘ) is de hoofdstad van en een gemeente in de Nederlandse provincie Flevoland. De plaats ligt in Oostelijk Flevoland en is daarvan de grootste plaats, maar de gemeente ligt deels ook in Zuidelijk Flevoland.
De eerste bewoners kwamen op 28 september 1967 en op 1 januari 1980 werd Lelystad een gemeente. De gemeente telt 84.080 inwoners (22 november 2024, bron: CBS). Tot aan de instelling van de provincie Flevoland op 9 januari 1986 was de Flevopolder niet provinciaal ingedeeld.

## Naam

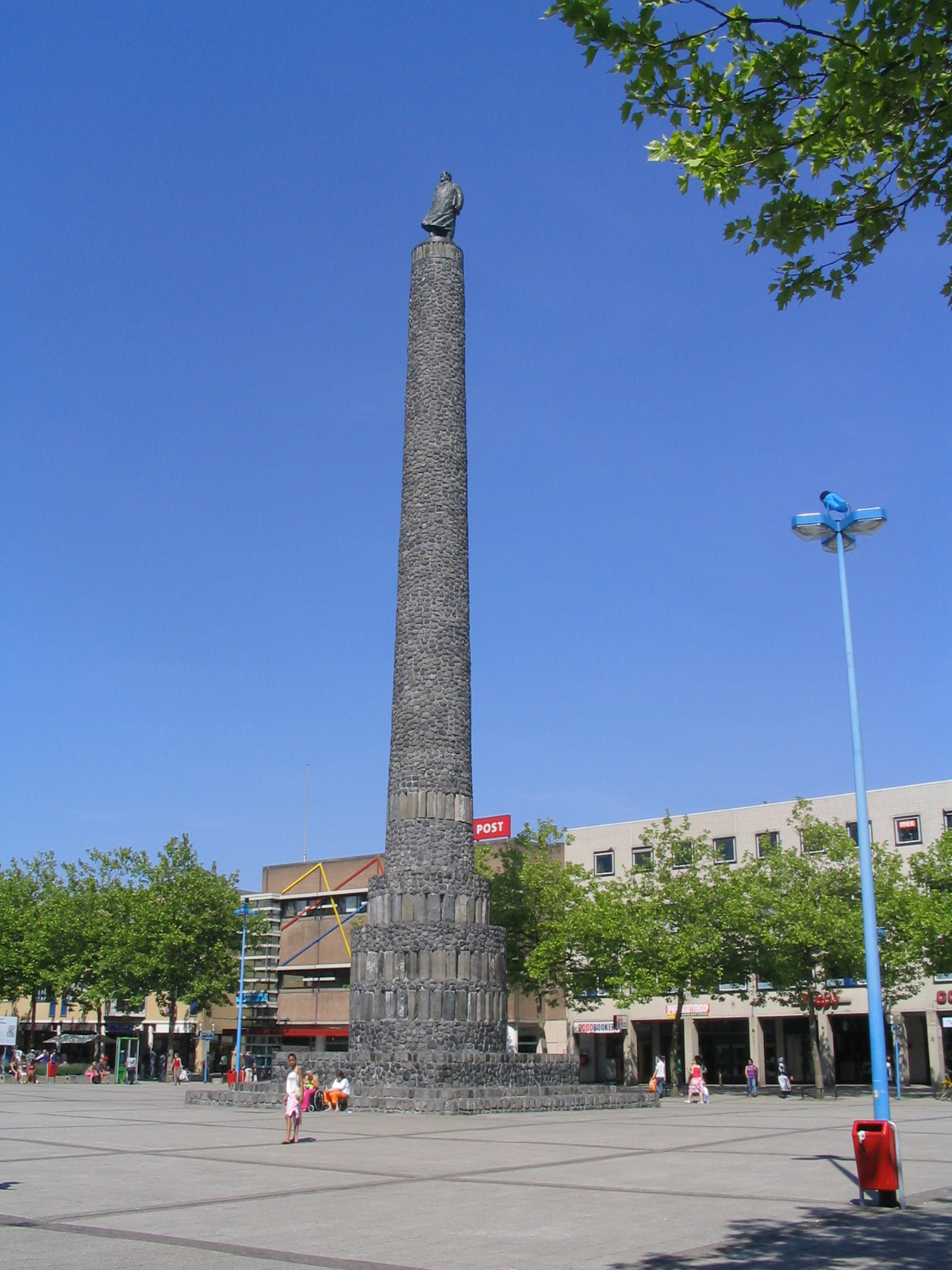
De zuil van Lely

Lelystad is vernoemd naar Cornelis Lely, de geestelijk vader van de Zuiderzeewerken. De naam stond echter niet van het begin af vast. Toen na de Tweede Wereldoorlog duidelijk werd dat de droog te leggen polders een bevolkings- en verzorgingscentrum zouden krijgen, werd her en der in de media gesuggereerd dat die plaats Flevostad zou gaan heten. Dit zinde niet iedereen. Eind 1950 verscheen een artikel waarin Kornelis Jansma en Sjoerd Groenman, voorzitter resp. secretaris van het Genootschap 'Flevo' (een onderzoeksfonds annex denktank rondom de Zuiderzeewerken) deze naam op historische gronden afkeurden en voorstelden om Lely de eer te geven. Zij noemden het vanzelfsprekend 'dat naar hem genoemd moet worden de aanzienlijkste plaats in het nieuwe gebied, dat voornamelijk door zijn toedoen aan Nederland wordt toegevoegd' en hun conclusie was dat 'Lelystad' de juiste naam zou zijn. Een Eerste Kamercommissie pleitte hierop bij minister Wemmers voor deze naam. Hij reageerde welwillend, maar gaf aan dat voor een definitieve vaststelling te zijner tijd het oordeel van de Zuiderzeeraad zou worden gevraagd.
De naamkwestie liep verder door. Hoogleraar sociale geografie Alida Vlam werd door de Dienst der Zuiderzeewerken om advies gevraagd, zij schoof de naam 'Flevo' naar voren. Verder werd het Koninklijk Nederlands Aardrijkskundig Genootschap geraadpleegd. Ook toen, begin 1952, kwam de naam Lelystad weer in beeld, maar de Zuiderzeeraad was intern verdeeld, zo bleek uit een brief van de Raad van 23 juni 1952 aan de minister van Verkeer en Waterstaat. De helft van de leden meende dat het hoofdcentrum 'zeer goed naar Lely zou kunnen worden genoemd, (...) aangezien het als het ware de bekroning van Lely's werk vormt'. Anderen meenden dat Lely zich met 'de vraagstukken van bewoning en dergelijke' nauwelijks bezig had gehouden, maar in dezelfde brief werden ook de tegenargumenten genoemd. De reactie kwam in een brief van 11 november 1952 van de nieuwe minister, Jacob Algera. Hij vond dat naast het gemaal Lely er een belangrijk object aan de oud-staatsman moest worden verbonden, te weten de toen geprojecteerde 'C-kern'. "Ik zou deze C-kern dan de naam Lelystad willen geven." De officiële publicatie van het besluit was in de Staatscourant van 30 december 1952.
Een inwoner van Lelystad heet Lelystedeling(e), of (voor vrouwen) Lelystadse. In Lelystad wordt, ook door de gemeente, over het algemeen over Lelystedeling gesproken.

## Geschiedenis

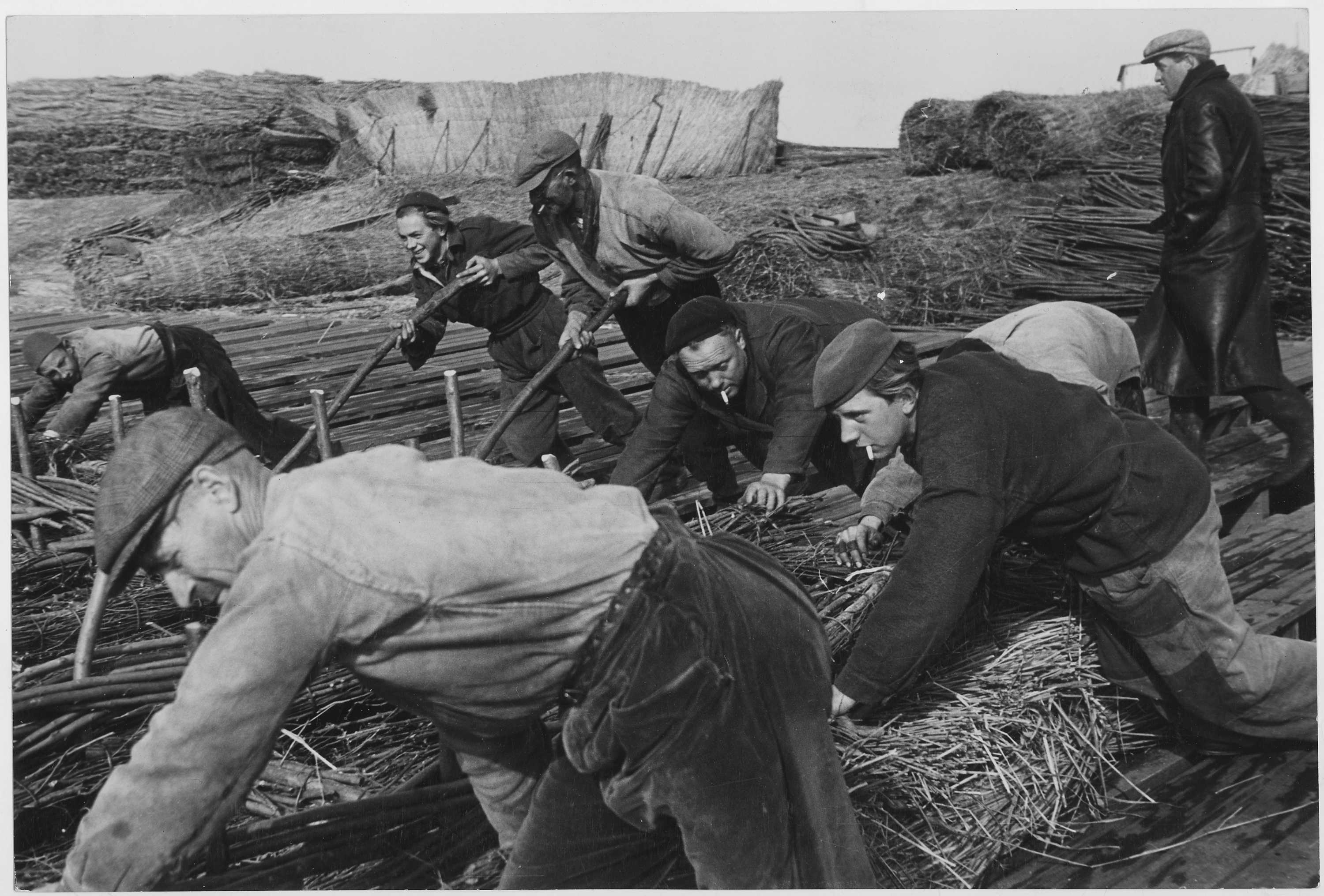
Dijkwerkers maken een zinkstuk

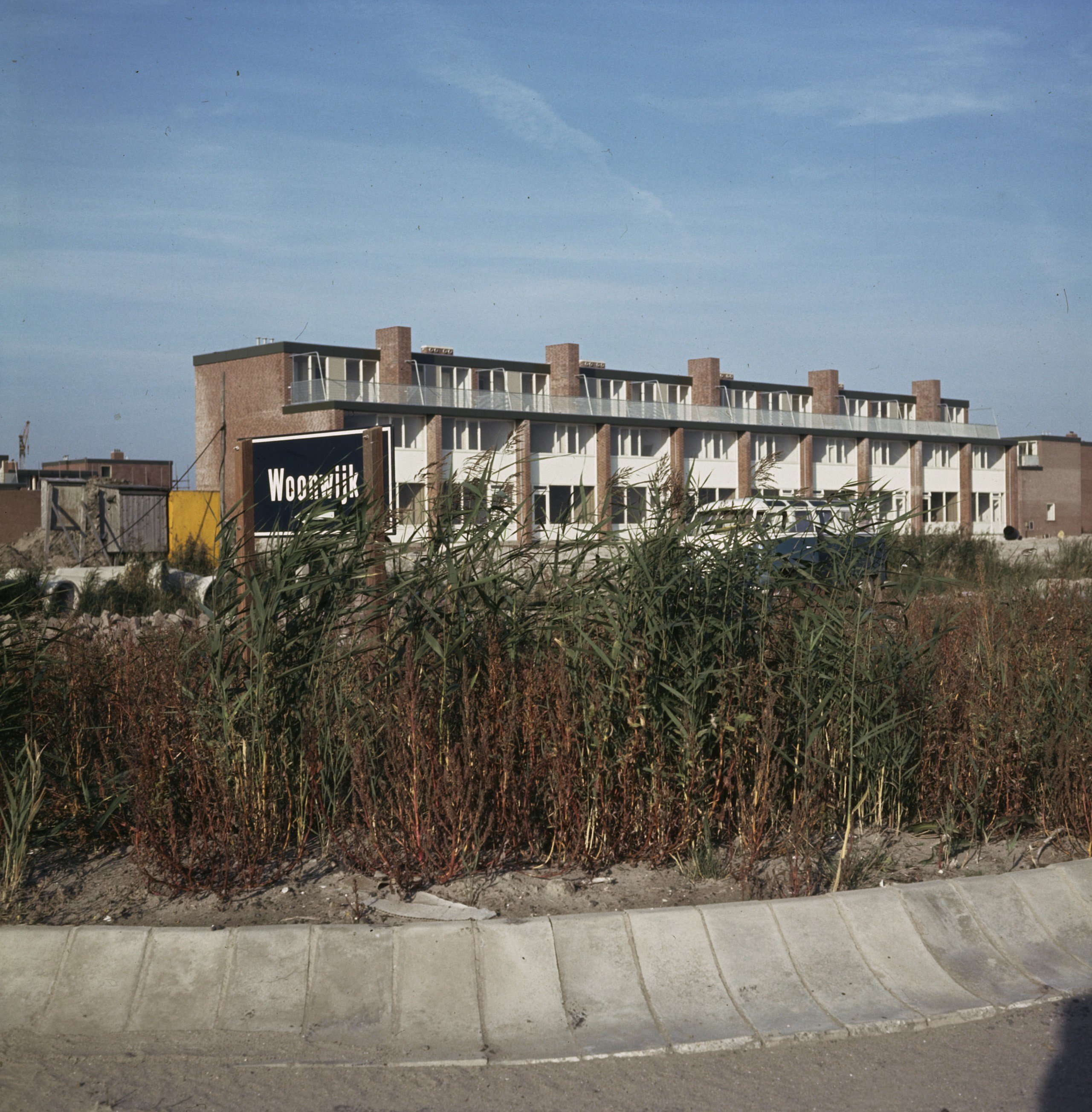
De allereerste woningen in september 1967

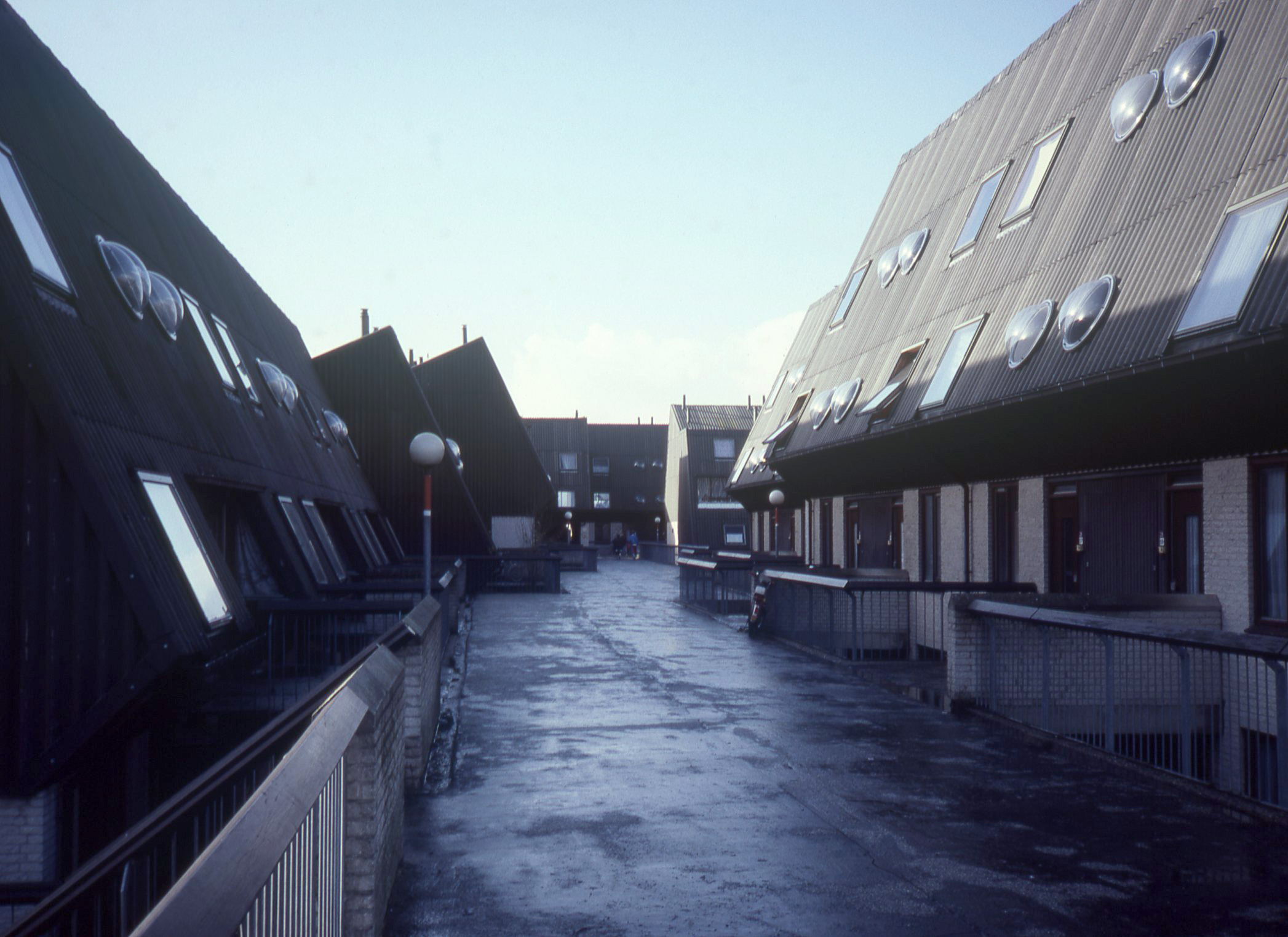
De bijzondere architectuur en voetpaden in de wijk Schouw. Dit is later gesloopt

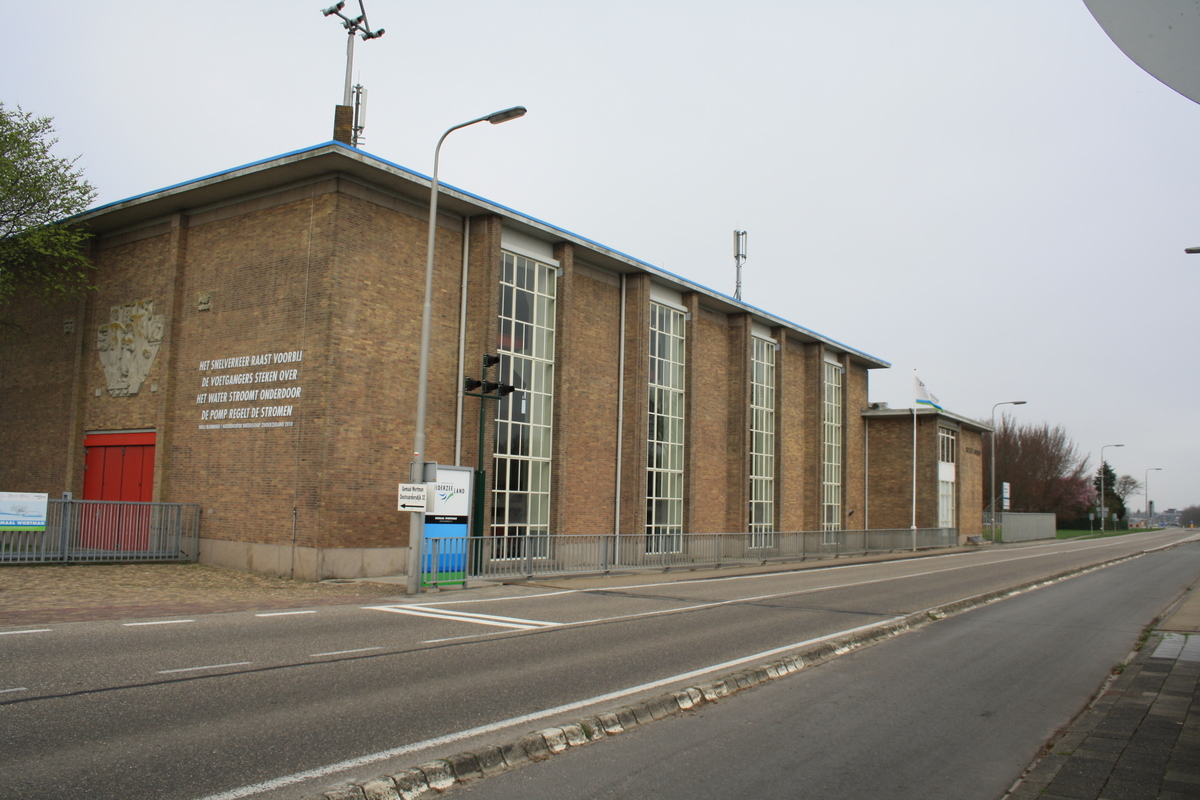
Het gemaal Wortman

Lelystad is een van de jongste woonplaatsen van Nederland. Daardoor is zijn geschiedenis een korte, maar wel goed gedocumenteerde. Lelystad ligt in Oostelijk Flevoland, de derde polder van het plan-Lely. De Wieringermeer is de eerste, de Noordoostpolder is de tweede en Zuidelijk Flevoland de vierde polder. Oorspronkelijk zou Lely's Zuiderzeeproject worden afgerond met de Markerwaard, maar de vijfde polder is er nooit gekomen.
Oostelijk Flevoland heeft vier woonkernen: twee dorpen (Swifterbant en Biddinghuizen), een kleine stedelijke gemeenschap (Dronten) en een stad (Lelystad). Waar in de Noordoostpolder juist vele dorpen waren aangelegd, werd dit, vanwege schaalvergroting in de landbouw en de toename van het autobezit, in Oostelijk Flevoland niet meer nodig geacht.
In de zomer van 1950 werd een begin gemaakt met de aanleg van de ringdijk van Oostelijk Flevoland. Midden in het IJsselmeer werd het dijkvak Perceel P aangelegd, dat een lengte had van zeven kilometer. Vanaf Perceel P kon aan beide zijden worden gewerkt aan de rest van de ringdijk. Eén kilometer dijkvak was verbreed tot 50 à 100 meter. Op dit verbrede stuk werd een werkhaven aangelegd. Ook werd er een bouwput gegraven voor het gemaal Wortman, een van de drie gemalen die bij de drooglegging van Oostelijk Flevoland werden ingezet. Verder werd een kamp gebouwd waar dijkwerkers en ander personeel werden gehuisvest.
In oktober 1954 kwam het dijktracé tussen Perceel P en Harderwijk gereed. Perceel P was niet langer een eiland. Desondanks werd het verbrede dijkvak omgedoopt tot Werkeiland Lelystad-Haven. De ringdijk van Oostelijk Flevoland werd in september 1956 gesloten, en in juni 1957 viel de polder droog. De ontwikkeling van Lelystad kwam echter niet op gang; lange tijd bestond de stad slechts uit het Werkeiland Lelystad-Haven, dat overeenkomt met de huidige gelijknamige wijk. Pas in september 1967 arriveerden de eerste bewoners van het 'eigenlijke' Lelystad. Vervolgens duurde het lang voordat Lelystad als een echte stad werd gezien. Volgens de 'buitenwereld' leefde men in Lelystad in de rimboe. De gemeente Lelystad werd bij wet ingesteld op 1 januari 1980, met als eerste burgemeester Hans Gruijters.
In de jaren 80 kreeg Lelystad te maken met leegloop doordat in het zuidwesten van de Flevopolder Almere werd gebouwd. Die stad was door haar gunstiger ligging ten opzichte van Amsterdam en het Gooi aantrekkelijker voor forensen en andere nieuwe bewoners dan Lelystad. Een periode van leegstand en verpaupering volgde. Halverwege de jaren 90 ging het roer om. Stedenbouwkundige inzichten veranderden en wijken werden geherstructureerd. In de wijk Schouw werden zelfs hele straten met de grond gelijk gemaakt om plaats te maken voor de wijk Hanzepark. De betrokken huizen moesten toch aangepakt worden in verband met de aanwezigheid van asbest en er is besloten om de huizen af te breken en wijk te herbouwen. Inmiddels wonen er weer mensen en werd er tot eind 2009 volop gebouwd. Lelystad zette in op woonmilieus, en zo ontstonden wijken als het Golfresort, een wijk die gebouwd is midden op een golfbaan, en Parkhaven.

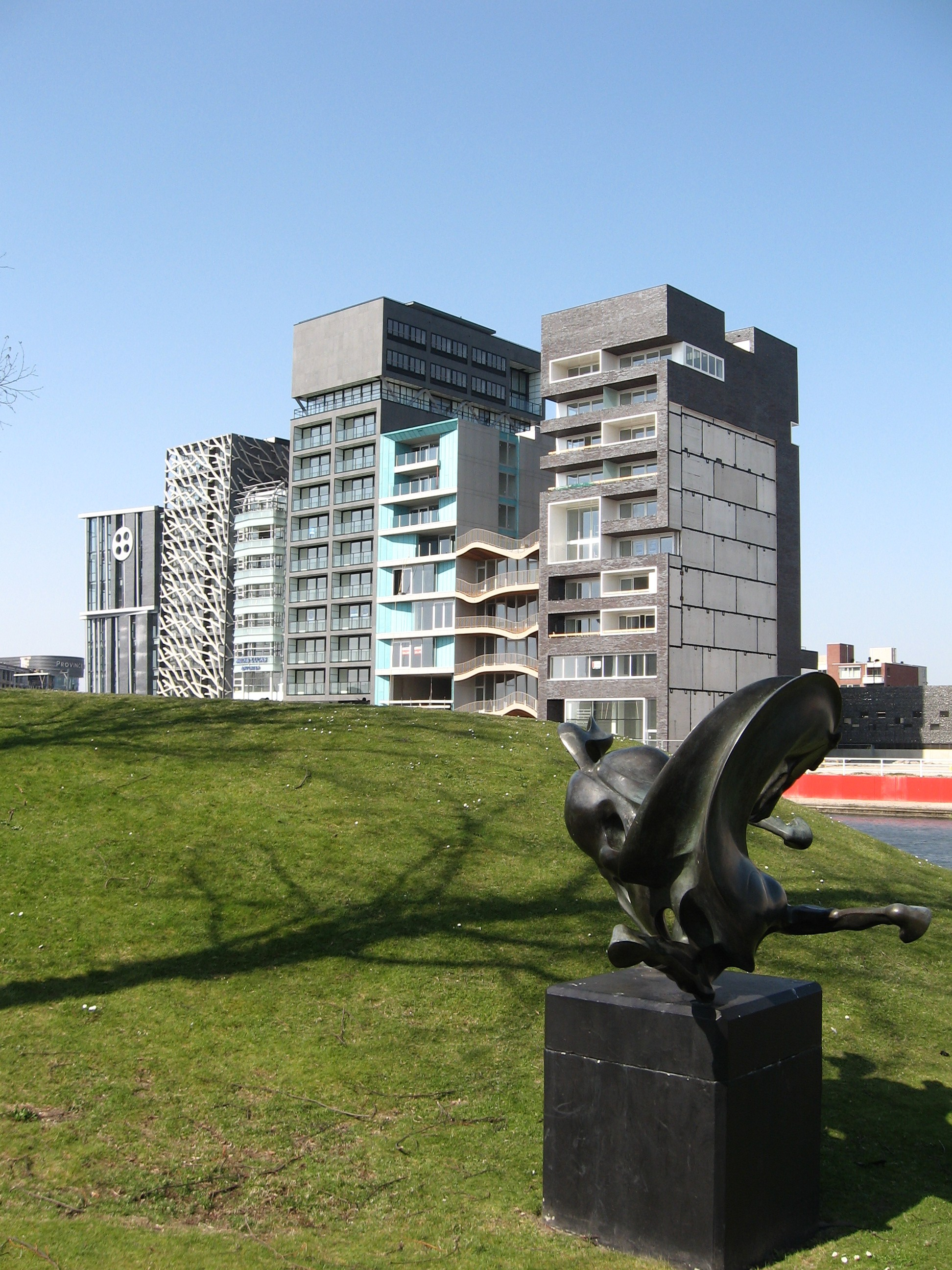
Zilverparkkade

In plaats van slechts een woonstad voor forensen te zijn, wil Lelystad zich profileren als een aantrekkelijke woonstad met attracties, natuur en werkgelegenheid. Ook wil men meer aansluiting zoeken met de Randstad en met name Amsterdam, omdat ongeveer de helft van de beroepsbevolking in en om Amsterdam werkt. Deze ontwikkeling is ingegeven door de discussie over de uitbreiding van het vliegveld Lelystad. Het stadshart, dat stamt uit de jaren 80, werd volledig geherstructureerd. Er worden aansprekende namen uit de architectuurwereld gecontracteerd om Lelystad meer een eigen identiteit en zelfvertrouwen te geven. Voorbeelden zijn het Agoratheater en de Zilverparkkade.
Ook wordt voor het eerst in haar geschiedenis de lange kuststrook een onderdeel van de stad. Omdat er lange tijd sprake was van aanleg van de Markerwaard, heeft de stad zich van het water afgekeerd. Doordat deze plannen definitief van tafel zijn, betrekt men het water meer bij de stad en wordt Bataviahaven een echte havenkom. Batavia Stad breidt uit richting het water. Ook werkt de gemeente mee aan Marker Wadden, een project van Natuurmonumenten om nieuwe (natuur)eilanden in het Markermeer aan te leggen vlak buiten de kustlijn van Lelystad.
Lelystad Airport wordt uitgebreid om een deel van de groei van Schiphol op te vangen. Mogelijk zal de vergrote luchthaven na 2020 in gebruik worden genomen. De nieuwe wijk Warande zal het bevolkingsaantal, naar verwachting, doen groeien naar 80.000.
In 2012 werd de Hanzelijn voltooid, een nieuwe spoorlijn tussen Lelystad en Zwolle. Sinds eind dat jaar duurt een treinreis tussen beide steden slechts vijfentwintig minuten. Het noorden en noordoosten van Nederland zijn zo in reistijd met de trein dichter bij de Randstad komen te liggen. In Dronten en Kampen zijn stations geopend en station Lelystad Centrum werd uitgebreid.

## Geografie

Topografische gemeentekaart van Lelystad, per sept. 2022

Samen met de gemeente Dronten en een klein stukje van de gemeente Zeewolde vormt Lelystad de polder Oostelijk Flevoland. Deze polder maakt deel uit van de Zuiderzeewerken, viel droog op 29 juni 1957 en ligt 4,8 meter onder de zeespiegel. Lelystad is met een totale oppervlakte van 765,39 km² de derde gemeente van Nederland. Hiervan is maar 234,13 km² land, de rest is water (IJsselmeer en Markermeer).
Lelystad wordt aan oostelijke zijde begrensd door de A6. De tweede verkeersader die door de stad loopt is de N307, die loopt van Hoorn naar Kampen. Naast de grootste gemeente is Lelystad een stad aan het water. In Lelystad zijn meerdere havens te vinden voor de pleziervaart en woningen met privésteigers.

### Straataanduiding
In diverse wijken van Lelystad is een bijzondere nummering toegepast. Zo zijn er 24 "wijken" met afzonderlijk genummerde straten, gevolgd door het huisnummer, e.g. Kogge 10-20, Tjalk 15-01, Gondel 17-37 etc. Deze nummering komt voornamelijk voor in de schepenwijken (Tjalk, Kempenaar, Gondel e.d.), in de boswijk (Kamp, Zoom, Griend, Horst, Wold e.d.) en in enkele straten van het stadscentrum (De Veste, De Schans en De Stelling). Deze wijken zijn voornamelijk gebouwd in de tweede helft van de jaren 70 t/m de tweede helft van de jaren 80 van de 20e eeuw. In de wijken die hiervoor werden gebouwd (Zuiderzeewijk en Atolwijk) en daarna (Waterwijk, Lelystad-Haven, Landstrekenwijk, Golfpark, Hollandse Hout, Landerijen etc.) komt dit systeem niet voor. Dit systeem van stratennummering is vrij uniek in Nederland. Eerder kwam het voor in Wijchen (de Blauwe Hof), Zevenaar (Zonegge) en Nijmegen (in de stadsdelen Lindenholt en Dukenburg) en Zeist (Nijenheim, Crosesteijn, Brugakker).

## Onderwijs
Het basisonderwijs in Lelystad bestaat uit verschillende scholen die in de verschillende woonwijken gevestigd zijn op loop- en fietsafstand voor de leerlingen en hun ouders. Er zijn openbare, christelijke, islamitische en interconfessionele basisscholen. Het speciaal onderwijs heeft in Lelystad ook verschillende vestigingen voor basisonderwijs.
De gemeente Lelystad had tot 2021 drie scholengemeenschappen: SGL (Scholengemeenschap Lelystad), De Arcus en De Rietlanden. In september 2021 gingen deze drie scholen fuseren tot één grote scholengemeenschap (Porteum, gesitueerd naast het oude schoolgebouw van de Rietlanden in Campus-Midden), die behoort tot de SVOL, Stichting Voortgezet Onderwijs Lelystad. Daarnaast is er het Groen Onderwijs op het Aeres en het speciaal onderwijs van Eduvier voor de leerlingen tussen 12 en 18 jaar. 
Het Middelbaar beroepsonderwijs in Lelystad wordt aangeboden door het ROC van Flevoland, op het MBO College Lelystad in het centrum van de stad. Binnen Lelystad worden beroepsopleidingen op niveau 2, 3 en 4 aangeboden binnen techniek, bouw, ICT, zorg en welzijn, business studies, en handel, een beroepshavo en een Entree-opleiding. Ook wordt door SCALA (Samenwerkingscollege Amsterdam Lelystad Airport) luchtvaartonderwijs aangeboden in samenwerking met het ROC. 
Hoger beroepsonderwijs is niet aanwezig in Lelystad. In omliggende steden zoals Harderwijk, Zwolle en Almere zijn hbo's gevestigd die samenwerken met de mbo opleidingen van het ROC in Lelystad. In 2010 was besloten dat er Hogeschool Windesheim er ook in Lelystad zou komen, maar dat is niet gelukt. Er blijken te weinig potentiële studenten.

## Gezondheidszorg
Lelystad kreeg pas betrekkelijk laat een ziekenhuis. Het werd opgeleverd in september 1982. Het ligt in het centrum in de buurt van het treinstation. In eerste instantie was het veel te groot voor Lelystad. Dat kwam door enorme teruggang van de stad begin jaren tachtig. In de periode 1981-1984 vertrokken er meer dan 10.000 inwoners. Dit kwam mede door de grootschalige woningbouw in Almere. Daarnaast waren er toentertijd wijken vol huurwoningen, terwijl er ook een behoefte aan koopwoningen was. Tijdens deze recessie werd het ziekenhuis geopend, en mede daardoor stonden gehele afdelingen leeg. In 1990 fuseerden de ziekenhuizen van Lelystad en Emmeloord tot de IJsselmeerziekenhuizen.
Het ziekenhuis werd bekend doordat er van 1987 tot 1993 de ziekenhuisdramaserie Medisch Centrum West werd opgenomen. Deze maakte gebruik van de leegstaande vierde etage. Ook de stad zelf werd bekender door deze serie. De populariteit van de serie was voor de gemeente Lelystad een reden om mee te werken, ter promotie van Lelystad. Ook de Nederlandse Spoorwegen werkten mee en belichtten ter promotie van de nieuwe Flevolijn het toen gloednieuwe station Lelystad Centrum. De serie is ontwikkeld door de TROS en John de Mol tv-producties (later Endemol Shine Group).
Voor het overige genoot het ziekenhuis geen goede reputatie. Zo was er in 2002 sprake van een door de Inspectie voor de Gezondheidszorg opgelegde opnamestop, omdat de patiëntenzorg niet meer viel te waarborgen. In de jaarlijkse door opinieweekblad Elsevier gepubliceerde lijst van beste Nederlandse ziekenhuizen stond het IJsselmeerziekenhuis ook in 2007 weer op de allerlaatste plaats. Ook werden in 2008 op last van de inspectie operatiekamers gesloten.
Eind 2008 werden de ziekenhuizen overgenomen en omgedoopt tot MC Zuiderzee, die uiteindelijk in 2018 failliet werd verklaard. Sinds november 2018 maakt het ziekenhuis deel uit van het St Jansdal Ziekenhuis.

## Economie en werk

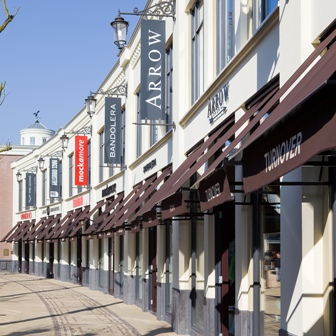
Batavia Stad

Lelystad kent vier grote bedrijventerreinen, Oostervaart aan de noordoostzijde van de stad, Noordersluis aan de zuidwestelijke zijde van de stad en Flevo- en Larserpoort beide aan de zuidoostelijke zijde van de stad.
In Lelystad zetelen landelijk bekende bedrijven zoals McCain (patates frites en andere aardappelproducten), Giant (fietsen), Donkervoort (sportauto's), Stipte (telecommunicatie), Feenstra Verwarming (installateurs), AIS Airlines (luchtvaartmaatschappij) en Mac3Park (vastgoed).
Daarnaast kent de stad nog enkele kleinere bedrijventerreinen zoals Groene Velden, Gildenhof, Kempenaar, Jol, Tjalk, Sont, Ketelmeerstraat en Griend met voornamelijk lokale bedrijvigheid. Deze bedrijventerreinen liggen vaak aan de rand van woonwijken.

### Winkelcentra
In Lelystad zijn vier grote winkelcentra: Lelycentre (het oudste winkelcentrum), Stadshart (hoofdwinkelcentrum), Palazzo (diverse winkels op het gebied van woninginrichting) en Batavia Stad, dat vooral bekend is van de koopjes. Daarnaast zijn er verspreid over de stad diverse kleinere winkelcentra zoals in de Botter, Tjalk, Waterwijk, Boswijk etc.

### Lelystad Airport
Bij Lelystad Airport vestigen zich steeds meer (kleinschalige) bedrijven die zich bezighouden met de luchtvaart. Zoals de Lelystadse luchtvaartmaatschappij AIS Airlines. Omdat het vliegveld wordt uitgebreid wordt er gerekend op meer bedrijvigheid rondom het vliegveld. Deze zal zich vestigen op bijvoorbeeld het bedrijventerrein Larserpoort en Airport City Garden, een initiatief van de Gemeente Lelystad en belangenorganisatie OMALA. Zo hebben twee hotelketens gemeld een hotel te willen gaan bouwen, beide met 100 kamers, en wil een fastfoodketen zich vestigen in de buurt van de terminal van het vliegveld.

## Verkeer en vervoer

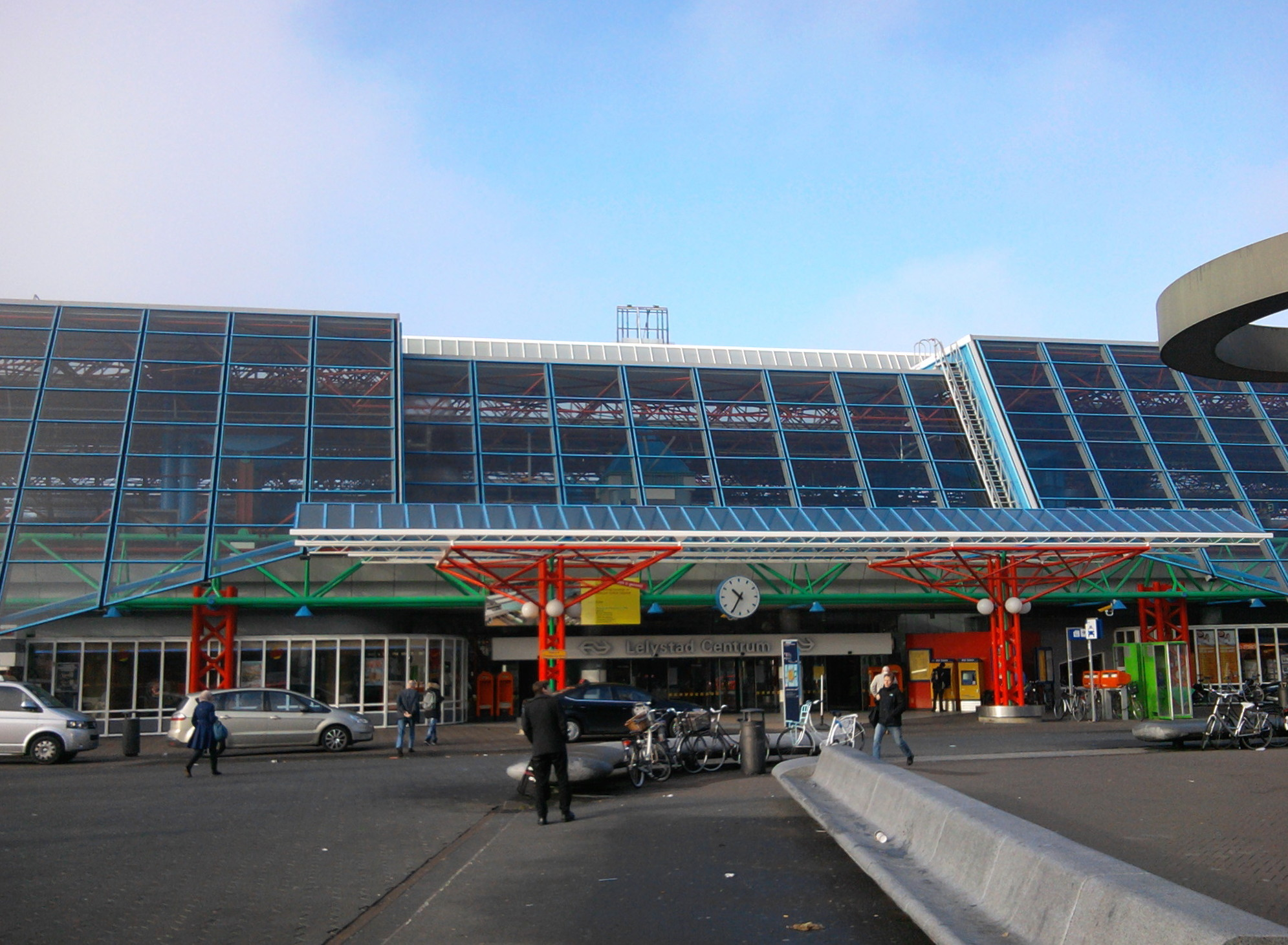
Station Lelystad Centrum

Tot 1976, toen de Houtribdijk werd opengesteld, was de enige verbinding tussen Noord-Holland en Flevoland de Oostvaardersdijk, de noordwestelijke dijk van Zuidelijk Flevoland, langs het Markermeer. Over deze dijk liep sinds 8 juni 1969 ook de eerste busdienst van de Flevodienst tussen Lelystad en Amsterdam, later verlengd naar Emmeloord en Kampen. Het centrale busstation Gordiaan was gelegen ten noordoosten van het huidige station Lelystad Centrum. In 1981 is Lelystad aangesloten op de A6, sindsdien hoeft er niet meer via de Oostvaardersdijk te worden gereden.
Sinds 1988 is Lelystad aangesloten op het landelijke spoorwegnet, destijds als eindpunt van de eveneens in 1988 voltooide Flevolijn (Weesp – Lelystad). De stad heeft één station, namelijk Lelystad Centrum. In 2012 werd de Flevolijn verlengd met de Hanzelijn tussen Lelystad en Zwolle. Daartoe is het station uitgebreid van twee naar vier sporen. Ten noorden van de stad bevindt zich Lelystad Opstelterrein. Hier worden treinen opgesteld en schoongemaakt.
Een tweede station, Lelystad Zuid, staat sinds 1988 in ruwbouw gereed. Het zal worden afgebouwd en in gebruik genomen worden als Lelystad Zuid bebouwd gaat worden. Eind 2007 vond besluitvorming plaats over deze woonwijk - De Warande - en het bijbehorende station in de gemeenteraad. Het uiteindelijke doel van deze uitbreiding is de groei van het aantal inwoners tot ca. 100.000.
De infrastructuur binnen Lelystad kenmerkt zich door gescheiden infrastructuur voor fietsers enerzijds en overig rijdend verkeer anderzijds (fietsers beschikken over volledig vrijliggende fietspaden). De fietspaden worden middels fietsbruggen of -tunnels over of onder de doorgaande wegen gevoerd. Voor het autoverkeer zijn er doorgaande dreven rond de stad en dreven richting het centrum van de stad. In en rond het centrum is dit systeem verlaten en vervangen door gelijkvloerse kruisingen, "De Groene Carré". Als gevolg hiervan zijn diverse dreven in en rond het centrum omgelegd en diverse rotondes aangebracht. De maximumsnelheid op deze dreven is teruggebracht tot 50 km/h. Het uiteindelijke doel is om het verkeer – dat niet in (de buurt van) het centrum hoeft te zijn – om te leiden via de zogenaamde ring (Larserdreef, Oostranddreef, Westerdreef en Houtribdreef). Dit systeem werkt niet overal effectief en zorgt met name rond de avondspits voor files op de dreven en in de straten rondom het station.
In 2007 zijn de fietspaden aangepakt en waar nodig voorzien van betere belijning. Hierdoor is het duidelijker geworden in welke richting het hoofdwinkelcentrum (De Gordiaan) ligt en in welke windrichting de fietser rijdt.
De stadsbusdienst wordt uitgevoerd door EBS. De stadsbusdienst heeft twaalf buslijnen, waarvan tien "gewone" buslijnen (1 t/m 8, 11 en 16), twee buurtbuslijnen (9 en 10) en één schoolbuslijn (612). De stadsdienst verzorgt op (bijna) elke lijn elk half uur een verbinding met het treinstation c.q. centrum. Daarnaast vertrekken er vanaf het station regionale lijnen naar Emmeloord, Harderwijk, Urk en Swifterbant. Deze lijnen worden verzorgd door EBS. De busverbinding naar Zwolle is in december 2012 vervangen door de Hanzespoorlijn.
In april 2018 is ten noorden van Lelystad het eerste deel van de Haven Flevokust in gebruik genomen. Deze overslaghaven ligt ter hoogte van de Maximacentrale, nabij de Vaarweg Amsterdam-Lemmer in het IJsselmeer. Behalve een overslagkade en een containerterminal omvat Flevokust Haven een binnendijks havengebonden industrieterrein.
| Alle onderstaande buslijnen rijden via station Lelystad Centrum, met uitzondering van lijn 612. | Alle onderstaande buslijnen rijden via station Lelystad Centrum, met uitzondering van lijn 612. |
| Lijn                                                                                            | Traject                                                                                         |
| ----------------------------------------------------------------------------------------------- | ----------------------------------------------------------------------------------------------- |
| 1                                                                                               | Station Centrum - Haven (via Botter en Schoener)                                                |
| 2                                                                                               | Station Centrum - Kustwijk                                                                      |
| 3                                                                                               | Station Centrum - Batavia Stad                                                                  |
| 4                                                                                               | Station Centrum - Lelycentre                                                                    |
| 5                                                                                               | Station Centrum - Atolwijk                                                                      |
| 6                                                                                               | Station Centrum - De Landerijen (via Waterwijk)                                                 |
| 7                                                                                               | Station Centrum - Lelystad Airport                                                              |
| 8                                                                                               | Station Centrum - Hollandse Hout                                                                |
| 9                                                                                               | Station Centrum - Golfresort (buurtbus)                                                         |
| 10                                                                                              | Station Centrum - Bio Science Center (buurtbus)                                                 |
| 11                                                                                              | Station Centrum - Haven (via Visarenddreef)                                                     |
| 16                                                                                              | Station Centrum - De Landerijen (via Boswijk)                                                   |
| 143                                                                                             | Lelystad - Kampen                                                                               |
| 207                                                                                             | Lelystad - Harderwijk                                                                           |
| 214                                                                                             | Lelystad - Steenwijk                                                                            |
| 218                                                                                             | Lelystad - Urk                                                                                  |
| 612                                                                                             | Lelystad Haven - Herman Bekiusschool (scholierenlijn)                                           |
| 650                                                                                             | Lelystad - Wervershoof (scholierenlijn)                                                         |
| 663                                                                                             | Lelystad - Kampen (scholierenlijn)                                                              |

## Cultuur

### Bezienswaardigheden

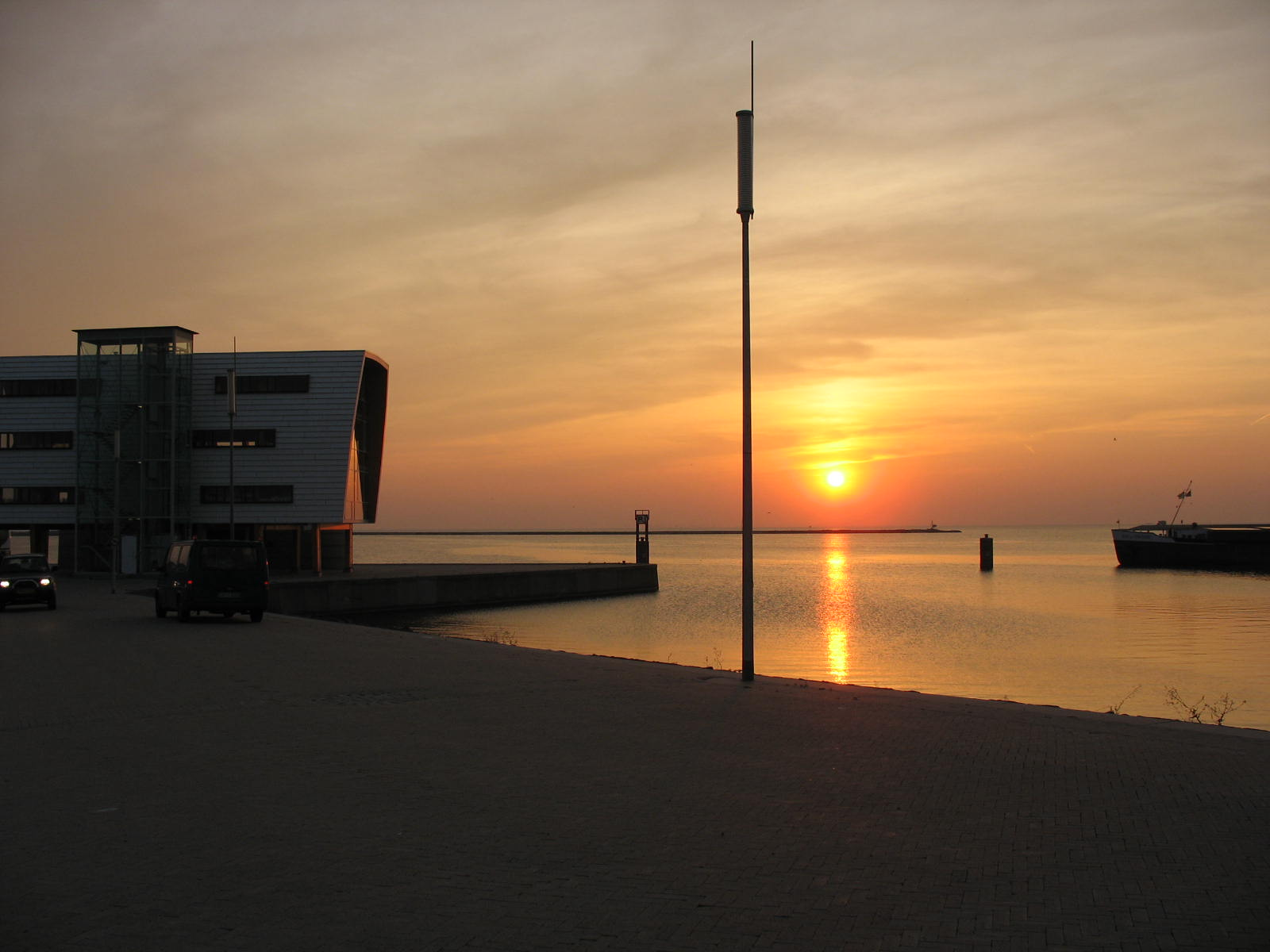
Bataviahaven

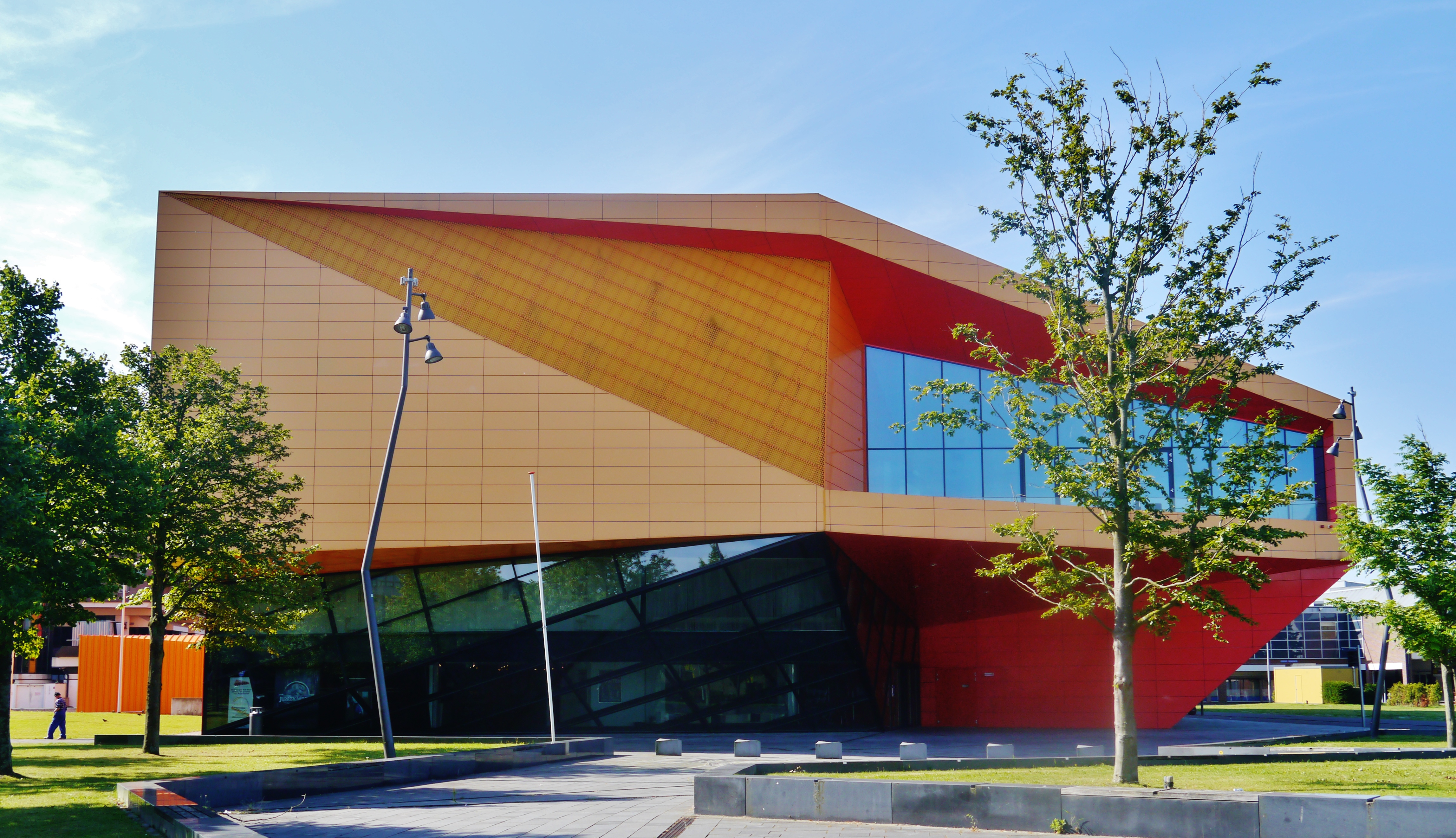
Het Agoratheater

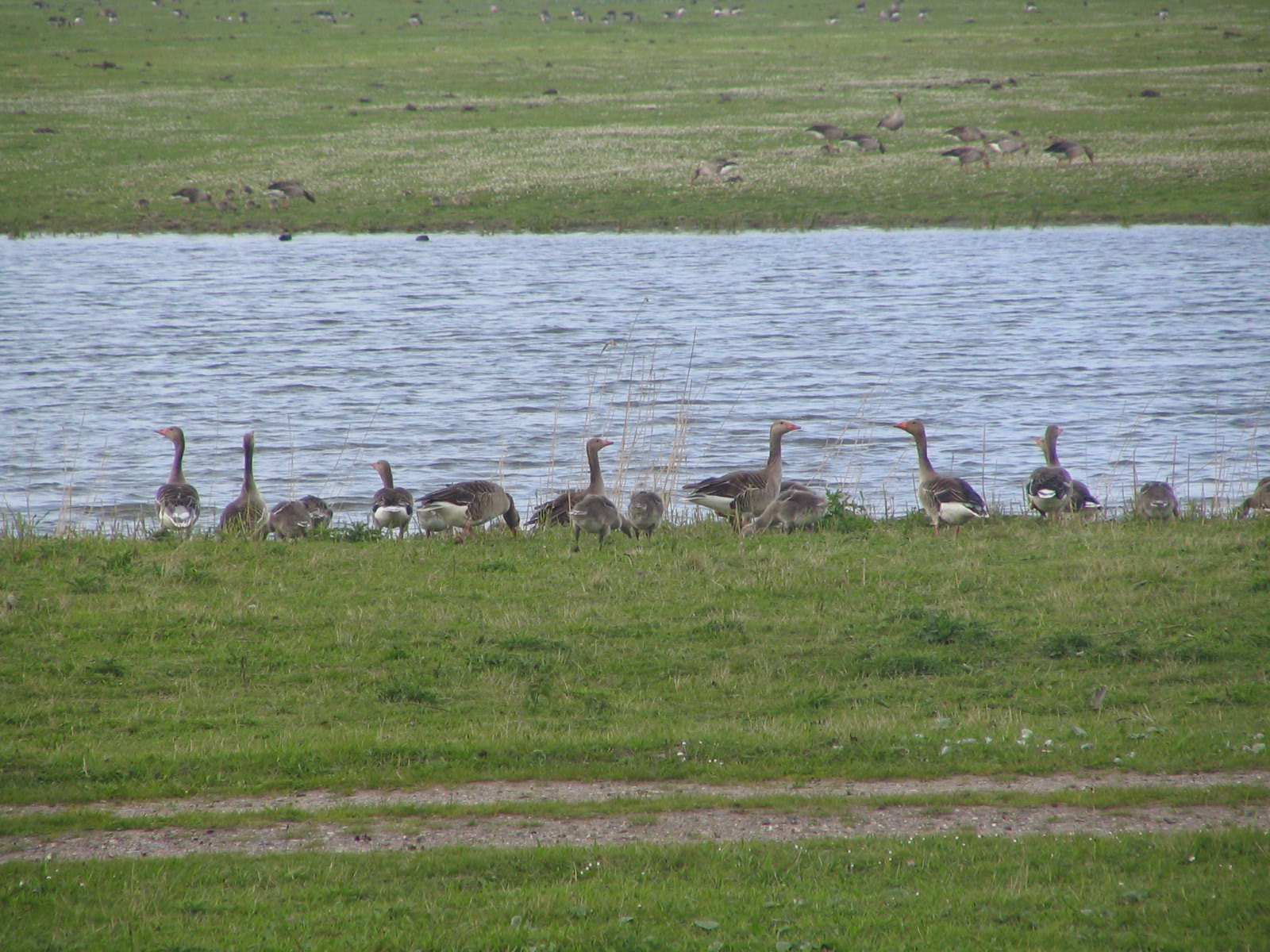
De Oostvaardersplassen, ten zuiden van Lelystad

Lelystad heeft een aantal toeristische attracties. Het bekendst zijn:
- De reconstructie van het VOC-schip Batavia
- De gestagneerde reconstructie (in aanbouw) van een linieschip van de admiraliteit van de Maze en vlaggenschip van Michiel de Ruyter, Hr. Ms. De Zeven Provinciën
- De reconstructie van een 17e-eeuws Waterschip.[13]
- Batavia Stad
- Batavia-haven met de "Kamper" bruine vloot, grote, historische schepen waarmee dagtrips gemaakt kunnen worden op het IJssel- en Markermeer.
- Het Nieuw Land Erfgoedcentrum
- De Rijksdienst voor het Cultureel Erfgoed, een instituut voor scheepsarcheologie, toegankelijk via de Bataviawerf
- De Oostvaardersplassen, een groot natuurgebied met onder andere wilde konikpaarden, Heckrunderen, edelherten en diverse vogels, waaronder de zeldzame zeearend.
- Natuurpark Lelystad met onder andere wisenten, Pater-Davidsherten, elanden, ooievaars en kleinklauwotters.
- Natuureilanden Marker Wadden
- Het Belevenissenbos, het grootste speelbos van Europa dat vrij toegankelijk is
- Aviodrome, luchtvaartmuseum, gevestigd op het vliegveld Lelystad Airport, ten zuiden van de stad. Het vliegveld is een uitwijkvliegveld voor het zakelijk vliegverkeer van Schiphol en met de verhuizing van het Aviodrome (voorheen Aviodome) van Schiphol naar Lelystad, heeft de stad er een toeristische attractie bij.
- De grote landschapskunstwerken Observatorium tussen Lelystad en Swifterbant en Exposure van Antony Gormley op de strekdam bij de Houtribsluizen aan de N307.
- Het voormalige Werkeiland nabij Lelystad-Haven
- Bijzondere architectuur in de vorm van de Zilverparkkade en het Agoratheater
- Het kunstwerk Zuil van Lely
- In het westen van de stad staat sinds 1975 een 161 meter hoge televisietoren.

### Monumenten
In Lelystad bevinden zich een oorlogsmonument, en een rijksmonument: Scheepswrak VAL1460. Zie de Lijst van gemeentelijke monumenten in Lelystad voor een overzicht van de gemeentelijke monumenten.

### Kunst in de openbare ruimte
In de gemeente zijn diverse beelden, sculpturen en objecten geplaatst in de openbare ruimte, zie Lijst van beelden in Lelystad.

### Evenementen en uitgaansleven
- Autoraces - Midlandcircuit (Op dit circuit worden regelmatig autospeedway- en ovalracing-evenementen georganiseerd)
- Bioscoop - Sinds 11 augustus 2022  is er een nieuwe bioscoop Kok Cinemaxx.[14]  Sinds de sluiting van bisocoop Utopolis in januari 2013 werden films vertoon in het Agoratheater onder de naam "AGORA Filmtheater" Agora was door corona al in maart 2021 gestopt met vertonen van bioscoopfilms[15].
- Golfbaan - Golf Event Center (18 holes)
- Nationale Oldtimerdag (een van de grootste oldtimerevenementen in Nederland)
- Hondensportpark met onder andere een windhondenrenvereniging.
- Poppodium Corneel
- Seabottom Jazz festival - jaarlijks jazzmuziekfestival in het Agoratheater
- Sportcentrum De Koploper (multifunctioneel sport- en recreatiecentrum voor onder andere zwemmen, tennis, squash, zaalsporten, klimmen, bowling en horeca)
- Sunsation - Jaarlijks terugkerend evenement ter ere van de zonnewende. Locatie: Observatorium
- Theater - Agoratheater
- Bataviahavendagen (laatste weekend van juni) - gratis jaarlijks, nautisch evenement met de nationale sloepenshow en classic fm-concert, afgesloten met grote vuurwerkshow
- Yachtvision boatshow - Nautisch evenement in de Bataviahaven
- Rijvaardigheidscentrum Lelystad - Circuit voor diverse rijvaardigheidstrainingen van Verkeersveiligheid Groep Nederland B.V.
- Nationaal Luchtvaart-Themapark Aviodrome
- Lelystart - Jaarlijks driedaags cultuur-/muziek-/kunstevenement
- Jordaan in de Polder - Jaarlijks tweedaags muziekevenement

### Sidhadorp
In Lelystad bevindt zich sinds circa 1985 een zogenaamd Sidhadorp. Dit is een buurt waar vele beoefenaars van de transcendente meditatie (TM) wonen en werken. Er is een speciale basisschool waar ook TM wordt onderwezen, er zijn verder een Ayurvedisch gezondheidscentrum, een natuurvoedingswinkel en een vegetarisch restaurant. Het Sidhadorp werd opgericht door de Stichting Harmonisch Leven (SHL).

## Politiek

### Gemeenteraad
De gemeenteraad van Lelystad bestaat sinds de gemeenteraadsverkiezingen van 2022 uit 37 zetels. Hieronder de behaalde zetels per partij bij de gemeenteraadsverkiezingen sinds 1994:
| Partij                     | 1994 | 1998 | 2002 | 2006 | 2010 | 2014     | 2018  | 2022 |
| -------------------------- | ---- | ---- | ---- | ---- | ---- | -------- | ----- | ---- |
| VVD                        | 6    | 9    | 7    | 5    | 7    | 5        | 6 (5) | 5    |
| JongLelystad               | -    | -    | -    | -    | -    | -        | 2     | 4    |
| GroenLinks                 | 3    | 4    | 3    | 2    | 2    | 3        | 2     | 3    |
| ChristenUnie*              | 1    | 1    | 2    | 3    | 3    | 3        | 3     | 3    |
| Leefbaar Lelystad          | -    | -    | 4    | 2    | 2    | 5 (2)*** | 4     | 3    |
| PvdA                       | 6    | 9    | 7    | 11   | 7    | 4        | 3     | 3    |
| Inwoners Partij Lelystad   | -    | -    | 2    | 4    | 5    | 5        | 3     | 3    |
| PVV                        | -    | -    | -    | -    | -    | -        | 3     | 3    |
| D66                        | 7    | 3    | 2    | -    | 2    | 3        | 2     | 2    |
| Mooi Lelystad              | -    | -    | -    | -    | -    | -        | -     | 2    |
| SP                         | 3    | -    | 1    | 4    | 2    | 4        | 2     | 2    |
| Forum voor Democratie      | -    | -    | -    | -    | -    | -        | -     | 2    |
| CDA                        | 4    | 4    | 4    | 3    | 2    | 2        | 2 (1) | 1    |
| Gemeente Belangen Lelystad | -    | -    | -    | -    | -    | -        | -     | 1    |
| DENK                       | -    | -    | -    | -    | -    | -        | 1     | -    |
| Lelystads Belang**         | -    | -    | -    | -    | 2    | -        | 1 (2) | -    |
| Forum voor de Ouderen      | -    | -    | -    | -    | -    | -        | 1     | -    |
| Forum voor Flevoland       | -    | -    | -    | -    | -    | -        | - (1) | -    |
| Partij voor Lelystad       | -    | -    | -    | -    | -    | - (3)*** | -     | -    |
| OPA Plus                   | -    | -    | -    | -    | -    | 1        | -     | -    |
| STADS-Partij               | -    | -    | -    | 1    | 1    | -        | -     | -    |
| AOV/Unie 55+               | -    | 2    | -    | -    | -    | -        | -     | -    |
| NatuurwP                   | 1    | 1    | -    | -    | -    | -        | -     | -    |
| AOV/NWP                    | -    | -    | 1    | -    | -    | -        | -     | -    |
| Centrum Democraten         | 2    | -    | -    | -    | -    | -        | -     | -    |
| Totaal                     | 33   | 33   | 33   | 35   | 35   | 35       | 35    | 37   |

*Deed in 1994 en 1998 mee als combinatie RPF, GPV en de SGP.
**Verder als Mooi Lelystad.
***Partij voor Lelystad is in november 2015 opgegaan in Leefbaar Lelystad.
Raadsgriffier:
- Nancy Mosterman[17]: hoofd afdeling griffie, advies en ondersteuning gemeenteraad

### College van B&W
Het college van burgemeester en wethouders bestaat anno 2022 uit de volgende personen:
Burgemeester:
- Mieke Baltus (CDA)[19][20]: bestuurlijke coördinatie, openbare orde en veiligheid, politie en brandweer, communicatie en voorlichting, horeca, bestuurlijke vernieuwing

Waarnemend burgemeester:
- Ineke Bakker (VVD, sinds 6 februari 2023 wegens ziekte van Mieke Baltus)[21]

Wethouders:
- Dennis Grimbergen:[22] 1e locoburgemeester, financiën, wonen, economische zaken (waaronder luchthaven, OMALA, Flevokust, Agrifood, MRA coördinatie en citymarketing), onderwijs, onderwijshuisvesting, gemeentelijk vastgoed, integrale handhaving, vergunningen en horeca
- Sjaak Kruis:[23] 2e locoburgemeester, klimaat & natuur, kunst & cultuur, beheer openbare ruimte, grondzaken, bedrijfsvoering, vergunningen, participatie en dierenwelzijn
- Piet van Dijk:[24] 3e locoburgemeester, stedelijke vernieuwing, coördinatie Lelystad Next Level, kustontwikkelingen Bataviakwartier, bereikbaarheid, ruimtelijke ordening, Omgevingswet en -visie, Stadshart en externe veiligheid
- Annemieke Messeling-Dijkstra:[25] 4e locoburgemeester, werk en inkomen, jeugd(zorg), armoede & schulddienstverlening, coördinatie integrale gebiedsaanpak Samen Lelystad Oost en Emancipatie & integratie
- Rinze Broekema:[26] 5e locoburgemeester, sport & beweging, recreatie & toerisme, ouderen, WMO, gemeentelijke dienstverlening, vitaliteit & gezondheid, welzijn

Gemeentesecretaris:
- Jornt Ozenga[27]: hoofd ambtelijke organisatie, belangrijkste adviseur college van burgemeester en wethouders

## Aangrenzende gemeenten
| Aangrenzende gemeenten  | Aangrenzende gemeenten                       | Aangrenzende gemeenten | Aangrenzende gemeenten | Aangrenzende gemeenten |
| ----------------------- | -------------------------------------------- | ---------------------- | ---------------------- | ---------------------- |
| Drechterland (NH)       | Enkhuizen (NH) Stede Broec (NH) (Markermeer) | Urk (IJsselmeer)       |                        |                        |
|                         |                                              |                        |                        |                        |
| Hoorn (NH) (Markermeer) | Dronten                                      |                        |                        |                        |
|                         |                                              |                        |                        |                        |
| Almere                  |                                              |                        |                        | Zeewolde               |

## Vriendschapsband
De gemeente Lelystad heeft een vriendschapsband met de Surinaamse plaats Lelydorp.